# Grand Prix Emilii-Romanii 2021
Grand Prix Emilii-Romanii 2021, oficjalnie Formula 1 Pirelli Gran Premio del Made in Italy e dell'Emilia Romagna 2021 – druga runda Mistrzostw Świata Formuły 1 w sezonie 2021. Grand Prix odbyło się w dniach 16–18 kwietnia 2021 na torze Autodromo Enzo e Dino Ferrari w Imolii. Wyścig wygrał Max Verstappen (Red Bull), a na podium kolejno stanęli po starcie z pole position Lewis Hamilton (Mercedes) oraz Lando Norris (McLaren).

## Lista startowa
| Nr          | Kierowca           | Zespół                                  | Samochód                          | Silnik                      | Opony |
| ----------- | ------------------ | --------------------------------------- | --------------------------------- | --------------------------- | ----- |
| 3           | Daniel Ricciardo   | McLaren F1 Team                         | McLaren MCL35M                    | Mercedes-AMG F1 M12 1,6 V6T | P     |
| 4           | Lando Norris       | McLaren F1 Team                         | McLaren MCL35M                    | Mercedes-AMG F1 M12 1,6 V6T | P     |
| 5           | Sebastian Vettel   | Aston Martin Cognizant Formula One Team | Aston Martin AMR21                | Mercedes-AMG F1 M12 1,6 V6T | P     |
| 6           | Nicholas Latifi    | Williams Racing                         | Williams FW43B                    | Mercedes-AMG F1 M12 1,6 V6T | P     |
| 7           | Kimi Räikkönen     | Alfa Romeo Racing ORLEN                 | Alfa Romeo C41                    | Ferrari 065/6 1,6 V6T       | P     |
| 9           | Nikita Mazepin     | Uralkali Haas F1 Team                   | Haas VF-21                        | Ferrari 065/6 1,6 V6T       | P     |
| 10          | Pierre Gasly       | Scuderia AlphaTauri Honda               | AlphaTauri AT02                   | Honda RA621H 1,6 V6T        | P     |
| 11          | Sergio Pérez       | Red Bull Racing Honda                   | Red Bull RB16B                    | Honda RA621H 1,6 V6T        | P     |
| 14          | Fernando Alonso    | Alpine F1 Team                          | Alpine A521                       | Renault E-Tech 20B 1,6 V6T  | P     |
| 16          | Charles Leclerc    | Scuderia Ferrari Mission Winnow         | Ferrari SF21                      | Ferrari 065/6 1,6 V6T       | P     |
| 18          | Lance Stroll       | Aston Martin Cognizant Formula One Team | Aston Martin AMR21                | Mercedes-AMG F1 M12 1,6 V6T | P     |
| 22          | Yūki Tsunoda       | Scuderia AlphaTauri Honda               | AlphaTauri AT02                   | Honda RA621H 1,6 V6T        | P     |
| 31          | Esteban Ocon       | Alpine F1 Team                          | Alpine A521                       | Renault E-Tech 20B 1,6 V6T  | P     |
| 33          | Max Verstappen     | Red Bull Racing Honda                   | Red Bull RB16B                    | Honda RA621H 1,6 V6T        | P     |
| 44          | Lewis Hamilton     | Mercedes-AMG Petronas Formula One Team  | Mercedes-AMG F1 W12 E Performance | Mercedes-AMG F1 M12 1,6 V6T | P     |
| 47          | Mick Schumacher    | Uralkali Haas F1 Team                   | Haas VF-21                        | Ferrari 065/6 1,6 V6T       | P     |
| 55          | Carlos Sainz Jr.   | Scuderia Ferrari Mission Winnow         | Ferrari SF21                      | Ferrari 065/6 1,6 V6T       | P     |
| 63          | George Russell     | Williams Racing                         | Williams FW43B                    | Mercedes-AMG F1 M12 1,6 V6T | P     |
| 77          | Valtteri Bottas    | Mercedes-AMG Petronas Formula One Team  | Mercedes-AMG F1 W12 E Performance | Mercedes-AMG F1 M12 1,6 V6T | P     |
| 99          | Antonio Giovinazzi | Alfa Romeo Racing ORLEN                 | Alfa Romeo C41                    | Ferrari 065/6 1,6 V6T       | P     |
| Źródło: FIA |                    |                                         |                                   |                             |       |

## Wyniki

### Zwycięzcy sesji treningowych
| Sesja       | Nr | Kierowca        | Konstruktor | Czas     | Okr. |
| ----------- | -- | --------------- | ----------- | -------- | ---- |
| 1           | 77 | Valtteri Bottas | Mercedes    | 1:16,564 | 23   |
| 2           | 77 | Valtteri Bottas | Mercedes    | 1:15,551 | 25   |
| 3           | 33 | Max Verstappen  | Red Bull    | 1:14,958 | 18   |
| Źródło: FIA |    |                 |             |          |      |

### Kwalifikacje
| P                    | Nr | Kierowca           | Konstruktor           | Czasy w kwalifikacjach | Czasy w kwalifikacjach | Czasy w kwalifikacjach | Poz. s. |
| P                    | Nr | Kierowca           | Konstruktor           | Q1                     | Q2                     | Q3                     | Poz. s. |
| -------------------- | -- | ------------------ | --------------------- | ---------------------- | ---------------------- | ---------------------- | ------- |
| 1                    | 44 | Lewis Hamilton     | Mercedes              | 1:14,823               | 1:14,817               | 1:14,411               | 1       |
| 2                    | 11 | Sergio Pérez       | Red Bull Racing-Honda | 1:15,395               | 1:14,716               | 1:14,446               | 2       |
| 3                    | 33 | Max Verstappen     | Red Bull Racing-Honda | 1:15,109               | 1:14,884               | 1:14,498               | 3       |
| 4                    | 16 | Charles Leclerc    | Ferrari               | 1:15,413               | 1:14,808               | 1:14,740               | 4       |
| 5                    | 10 | Pierre Gasly       | AlphaTauri-Honda      | 1:15,548               | 1:14,927               | 1:14,790               | 5       |
| 6                    | 3  | Daniel Ricciardo   | McLaren-Mercedes      | 1:15,669               | 1:15,033               | 1:14,826               | 6       |
| 7                    | 4  | Lando Norris       | McLaren-Mercedes      | 1:15,009               | 1:14,718               | 1:14,875               | 7       |
| 8                    | 77 | Valtteri Bottas    | Mercedes              | 1:14,672               | 1:14,905               | 1:14,898               | 8       |
| 9                    | 31 | Esteban Ocon       | Alpine-Renault        | 1:15,385               | 1:15,117               | 1:15,210               | 9       |
| 10                   | 18 | Lance Stroll       | Aston Martin-Mercedes | 1:15,522               | 1:15,138               | —                      | 10      |
| 11                   | 55 | Carlos Sainz Jr.   | Ferrari               | 1:15,406               | 1:15,199               |                        | 11      |
| 12                   | 63 | George Russell     | Williams-Mercedes     | 1:15,826               | 1:15,261               |                        | 12      |
| 13                   | 5  | Sebastian Vettel   | Aston Martin-Mercedes | 1:15,459               | 1:15,394               |                        | 13      |
| 14                   | 6  | Nicholas Latifi    | Williams-Mercedes     | 1:15,653               | 1:15,593               |                        | 14      |
| 15                   | 14 | Fernando Alonso    | Alpine-Renault        | 1:15,832               | 1:15,593               |                        | 15      |
| 16                   | 7  | Kimi Räikkönen     | Alfa Romeo-Ferrari    | 1:15,974               |                        |                        | 16      |
| 17                   | 99 | Antonio Giovinazzi | Alfa Romeo-Ferrari    | 1:16,122               |                        |                        | 17      |
| 18                   | 47 | Mick Schumacher    | Haas-Ferrari          | 1:16,279               |                        |                        | 18      |
| 19                   | 9  | Nikita Mazepin     | Haas-Ferrari          | 1:16,797               |                        |                        | 19      |
| 107% czasu: 1:19,899 |    |                    |                       |                        |                        |                        |         |
| NS                   | 22 | Yūki Tsunoda       | AlphaTauri-Honda      | —                      |                        |                        | 20      |
| Źródło: FIA          |    |                    |                       |                        |                        |                        |         |

Uwagi
1. 1 2  Nicholas Latifi i Fernando Alonso ustanowili identyczne czasy, ale wyżej sklasyfikowany został Latifi, ponieważ ustanowił ten czas jako pierwszy.
2. ↑  Yūki Tsunoda nie ustanowił czasu podczas kwalifikacji, ale został dopuszczony przez stewardów do wyścigu[6]. On także otrzymał karę cofnięcia o 5 pozycji za nieplanowaną wymianę skrzyni biegów[7], oraz karę cofnięcia na koniec stawki za wymianę elementów jednostki napędowej ponad regulaminowy limit[8].

### Wyścig
| P           | Nr | Kierowca           | Konstruktor           | Okr. | Czas                 | Start | +/–       | Punkty |
| ----------- | -- | ------------------ | --------------------- | ---- | -------------------- | ----- | --------- | ------ |
| 1           | 33 | Max Verstappen     | Red Bull Racing-Honda | 63   | 2:02:34,598          | 3     | 2         | 25     |
| 2           | 44 | Lewis Hamilton     | Mercedes              | 63   | +22,000              | 1     | 1         | 18+1   |
| 3           | 4  | Lando Norris       | McLaren-Mercedes      | 63   | +23,702              | 7     | 4         | 15     |
| 4           | 16 | Charles Leclerc    | Ferrari               | 63   | +25,579              | 4     | Bez zmian | 12     |
| 5           | 55 | Carlos Sainz Jr.   | Ferrari               | 63   | +27,036              | 11    | 6         | 10     |
| 6           | 3  | Daniel Ricciardo   | McLaren-Mercedes      | 63   | +51,220              | 6     | Bez zmian | 8      |
| 7           | 10 | Pierre Gasly       | AlphaTauri-Honda      | 63   | +52,818              | 5     | 2         | 6      |
| 8           | 18 | Lance Stroll       | Aston Martin-Mercedes | 63   | +56,909              | 10    | 2         | 4      |
| 9           | 31 | Esteban Ocon       | Alpine-Renault        | 63   | +1:05,704            | 9     | Bez zmian | 2      |
| 10          | 14 | Fernando Alonso    | Alpine-Renault        | 63   | +1:06,561            | 15    | 5         | 1      |
| 11          | 11 | Sergio Pérez       | Red Bull Racing-Honda | 63   | +1:07,151            | 2     | 9         |        |
| 12          | 22 | Yūki Tsunoda       | AlphaTauri-Honda      | 63   | +1:13,184            | 20    | 8         |        |
| 13          | 7  | Kimi Räikkönen     | Alfa Romeo-Ferrari    | 63   | +1:34,773            | 16    | 3         |        |
| 14          | 99 | Antonio Giovinazzi | Alfa Romeo-Ferrari    | 62   | +1 okrążenie         | 17    | 3         |        |
| 15          | 5  | Sebastian Vettel   | Aston Martin-Mercedes | 62   | NU (skrzynia biegów) | PL    | 5         |        |
| 16          | 47 | Mick Schumacher    | Haas-Ferrari          | 61   | +2 okrążenia         | 18    | 2         |        |
| 17          | 9  | Nikita Mazepin     | Haas-Ferrari          | 61   | +2 okrążenia         | 19    | 2         |        |
| NS          | 77 | Valtteri Bottas    | Mercedes              | 30   | NU (kolizja)         | 8     |           |        |
| NS          | 63 | George Russell     | Williams-Mercedes     | 30   | NU (kolizja)         | 12    |           |        |
| NS          | 6  | Nicholas Latifi    | Williams-Mercedes     | 0    | NU (wypadek)         | 14    |           |        |
| Źródło: FIA |    |                    |                       |      |                      |       |           |        |

Uwagi
1. ↑  Dodatkowy 1 punkt jest przyznawany kierowcy, który ustanowił najszybsze okrążenie w wyścigu, pod warunkiem, że ukończył wyścig w pierwszej 10.
2. ↑  Lance Stroll ukończył wyścig na siódmym miejscu, ale otrzymał karę 5 sekund doliczonych do uzyskanego czasu za przekroczenie limitów toru i zyskał przewagę wyprzedzając Pierra Gasly'ego[11].
3. ↑  Yūki Tsunoda otrzymał karę 5 sekund doliczonych do uzyskanego czasu za przekroczenie limitów toru, ale nie wpłynęło to na jego pozycję końcową[12].
4. ↑  Kimi Räikkönen ukończył wyścig na dziewiątym miejscu, ale otrzymał karę 10 sekund stop-and-go zmienione na 30 sekund doliczonych do uzyskanego czasu za nie zjechanie do alei serwisowej podczas restartu[13].
5. ↑  Sebastian Vettel został sklasyfikowany, ponieważ przejechał więcej niż 90% dystansu wyścigu.
6. ↑  Sebastian Vettel zakwalifikował się na trzynastym miejscu, ale zjechał do alei serwisowej po okrążeniu formującym, a jego miejsce na polu startowym pozostało wolne.

### Najszybsze okrążenie
| Nr          | Kierowca       | Konstruktor | Czas     | Okr. |
| ----------- | -------------- | ----------- | -------- | ---- |
| 44          | Lewis Hamilton | Mercedes    | 1:16,702 | 60   |
| Źródło: FIA |                |             |          |      |

### Prowadzenie w wyścigu
| Nr                              | Kierowca       | Konstruktor | Okrążenia   | Suma |
| ------------------------------- | -------------- | ----------- | ----------- | ---- |
| 33                              | Max Verstappen | Red Bull    | 1–26, 29–63 | 61   |
| 44                              | Lewis Hamilton | Mercedes    | 27–28       | 2    |
| \| Wykres \| \| ------ \| \| \| |                |             |             |      |
| Źródło: FIA                     |                |             |             |      |
| Wykres                          |                |             |             |      |
|                                 |                |             |             |      |

## Klasyfikacja po wyścigu

### Kierowcy
Źródło: FIA
| P  | +/− | Kierowca           | Starty | Punkty | P1 | P2 | P3 | PP | NO | NS |
| -- | --- | ------------------ | ------ | ------ | -- | -- | -- | -- | -- | -- |
| 1  | 0   | Lewis Hamilton     | 2      | 44     | 1  | 1  | –  | 1  | 1  | –  |
| 2  | 0   | Max Verstappen     | 2      | 43     | 1  | 1  | –  | 1  | –  | –  |
| 3  | +1  | Lando Norris       | 2      | 27     | –  | –  | 1  | –  | –  | –  |
| 4  | +2  | Charles Leclerc    | 2      | 20     | –  | –  | –  | –  | –  | –  |
| 5  | −2  | Valtteri Bottas    | 2      | 16     | –  | –  | 1  | –  | 1  | 1  |
| 6  | +2  | Carlos Sainz Jr.   | 2      | 14     | –  | –  | –  | –  | –  | –  |
| 7  | 0   | Daniel Ricciardo   | 2      | 14     | –  | –  | –  | –  | –  | –  |
| 8  | −3  | Sergio Pérez       | 2      | 10     | –  | –  | –  | –  | –  | –  |
| 9  | +8  | Pierre Gasly       | 2      | 6      | –  | –  | –  | –  | –  | –  |
| 10 | 0   | Lance Stroll       | 2      | 5      | –  | –  | –  | –  | –  | –  |
| 11 | −2  | Yūki Tsunoda       | 2      | 2      | –  | –  | –  | –  | –  | –  |
| 12 | +1  | Esteban Ocon       | 2      | 2      | –  | –  | –  | –  | –  | –  |
| 13 | N   | Fernando Alonso    | 2      | 1      | –  | –  | –  | –  | –  | 1  |
| 14 | −3  | Kimi Räikkönen     | 2      | 0      | –  | –  | –  | –  | –  | –  |
| 15 | −3  | Antonio Giovinazzi | 2      | 0      | –  | –  | –  | –  | –  | –  |
| 16 | −2  | George Russell     | 2      | 0      | –  | –  | –  | –  | –  | 1  |
| 17 | −2  | Sebastian Vettel   | 2      | 0      | –  | –  | –  | –  | –  | –  |
| 18 | −2  | Mick Schumacher    | 2      | 0      | –  | –  | –  | –  | –  | –  |
| 19 | N   | Nikita Mazepin     | 2      | 0      | –  | –  | –  | –  | –  | 1  |
| 20 | −2  | Nicholas Latifi    | 2      | 0      | –  | –  | –  | –  | –  | 1  |
| P  | +/− | Kierowca           | Starty | Punkty | P1 | P2 | P3 | PP | NO | NS |

### Konstruktorzy
Źródło: FIA
| P  | +/− | Konstruktor               | Starty | Punkty | P1 | P2 | P3 | PP | NO | NS |
| -- | --- | ------------------------- | ------ | ------ | -- | -- | -- | -- | -- | -- |
| 1  | 0   | Mercedes                  | 4      | 60     | 1  | 1  | 1  | 1  | 2  | 1  |
| 2  | 0   | Red Bull Racing-Honda     | 4      | 53     | 1  | 1  | –  | 1  | –  | –  |
| 3  | 0   | McLaren-Mercedes          | 4      | 41     | –  | –  | 1  | –  | –  | –  |
| 4  | 0   | Ferrari                   | 4      | 34     | –  | –  | –  | –  | –  | –  |
| 5  | 0   | Scuderia AlphaTauri-Honda | 4      | 8      | –  | –  | –  | –  | –  | –  |
| 6  | 0   | Aston Martin-Mercedes     | 4      | 5      | –  | –  | –  | –  | –  | –  |
| 7  | +1  | Alpine-Renault            | 4      | 3      | –  | –  | –  | –  | –  | 1  |
| 8  | −1  | Alfa Romeo Racing-Ferrari | 4      | 0      | –  | –  | –  | –  | –  | –  |
| 9  | 0   | Williams-Mercedes         | 4      | 0      | –  | –  | –  | –  | –  | 2  |
| 10 | 0   | Haas-Ferrari              | 4      | 0      | –  | –  | –  | –  | –  | 1  |
| P  | +/− | Konstruktor               | Starty | Punkty | P1 | P2 | P3 | PP | NO | NS |